# アネット・ロジャース
アネット・ロジャース (Annette Rogers Kelly、1913年10月22日-2006年11月8日)は、アメリカ合衆国マサチューセッツ州出身の陸上競技選手。1932年ロサンゼルスオリンピック、1936年ベルリンオリンピックの金メダリストである。

## 経歴
ロジャースは、1932年ロサンゼルスオリンピックに出場。女子走高跳では6位に終わるが、メアリー・カルー、エベリン・ファーチ、ウィルヘルミナ・ボンブレーメンとともに出場した女子4×100mリレーでは、カナダと47秒0の同タイムの末、金メダルを獲得。
さらに、ロジャースは4年後のベルリンオリンピックにも出場、100m、走高跳ともに5位という結果を残すにとどまったが、前回大会に続き4×100mリレーに出場。ハリエット・ブランド、ベティ・ロビンソン、ヘレン・ステフェンスとともに金メダルを獲得した。